# Стадион Жетису
Стадион Жетису је мулти-функционални стадион у граду Талдикорган, Казахстан. Тренутно се користи за фудбалске утакмице и домаћи је стадион Жетису и женског фудбалског клуба истог имена. Отворен је 1982. године под називом Спартак.
Поред спортских догађаја, на стадиону се одржавају културне манифестације, као и концерти поп звезда.